# 安德林根
安德林根是德国下萨克森州的一个市镇。总面积35.67平方公里，总人口898人，其中男性468人，女性430人（2011年12月31日），人口密度25人/平方公里。